# Sarobides antecedens
Sarobides antecedens là một loài bướm đêm trong họ Noctuidae.